# Santuario della Madonna del Monte (San Zenone degli Ezzelini)
Il santuario della Madonna del Monte è un luogo di culto cattolico di Sopracastello, frazione di San Zenone degli Ezzelini, in provincia e diocesi di Treviso; fa parte del vicariato di Asolo e dipende dalla chiesa parrocchiale di San Zenone.

## Storia
Lì dove nel 1260 avvenne lo sterminio degli Ezzelini sorse successivamente una chiesa a cui fu attribuito il titolo di santuario; essa disponeva di un benefico, che venne alienato nel 1810.

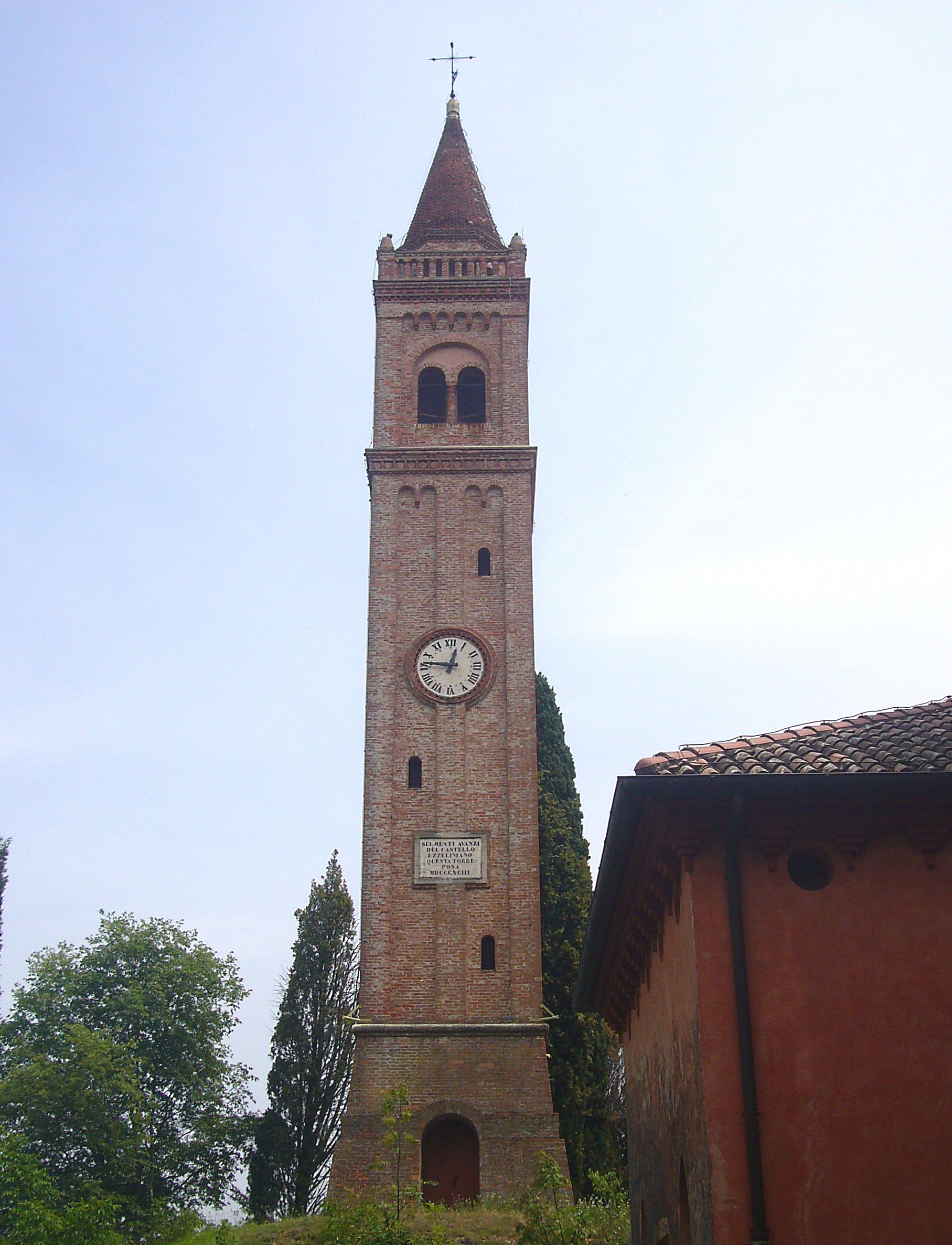
Il campanile

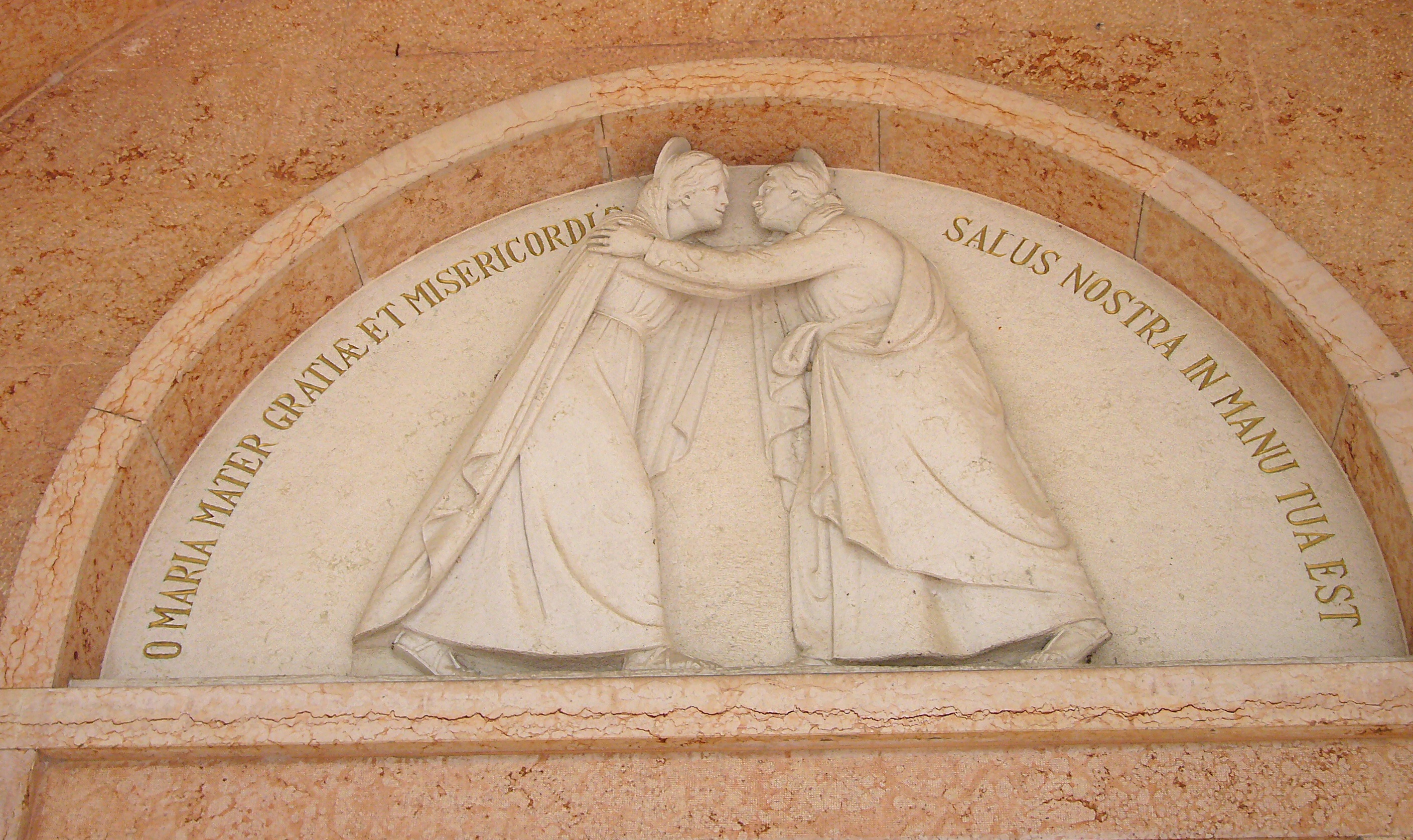
La lunetta sopra il portale

L'edificio, danneggiato dal terremoto del 1873, fu demolito per far posto al nuovo santuario, costruito tra il 1890 e il 1891 su disegno del trevisano Antonio Carlini.
Nell'autunno del 1917, in seguito alla rotta di Caporetto, la chiesa venne riutilizzata come magazzino dalle truppe della 15ª Divisione del Regio Esercito e i paramenti sacri furono traslati nella parrocchiale; nel 1919, terminato il conflitto, l'edificio fu restituito al culto.
Il santuario venne restaurato tra il 1958 e il 1959 e consacrato il 4 settembre di quell'anno; negli anni settanta fu adeguato alle norme postconciliari e tra il 1987 e il 1989 si provvide a risistemare il tetto.

## Descrizione

### Esterno
La facciata a capanna della chiesa, rivolta a sudovest e anticipata da un portico caratterizzato da colonne sorreggenti archi a tutto sesto, presenta centralmente il portale d'ingresso lunettato e sopra il rosone; sotto le linee degli spioventi corre una fila di archetti pensili.
A una decina di metri dal santuario si erge su un alto basamento a scarpa il campanile a pianta quadrata; la cella presenta su ogni lato una bifora ed è coronata dalla guglia piramidale poggiante sul tamburo.

### Interno
L'interno dell'edificio si compone di un'unica navata, sulla quale si affacciano le cappelle laterali introdotte da archi a tutto sesto; al termine dell'aula si sviluppa il presbiterio, rialzato di due gradini, coperto dalla cupola e chiuso dall'abside di forma semicircolare.
Qui sono conservate diverse opere di pregio, tra le quali l'altare maggiore, costruito nel 1957, i bassorilievi del paliotto raffiguranti la Natività di Maria, l'Incoronazione e la Presentazione al Tempio e i due altari laterali di Sant'Anna e San Gioacchino, disegnati da Francesco Rebesco.